# Kanton Menat
Menat is een voormalig kanton van het Franse departement Puy-de-Dôme. Het kanton maakte deel uit van het arrondissement Riom. Het werd opgeheven bij decreet van 21 februari 2014, met uitwerking op 22 maart 2015.

## Gemeenten
Het kanton Menat omvatte de volgende gemeenten:
- Blot-l'Église
- Lisseuil
- Marcillat
- Menat (hoofdplaats)
- Neuf-Église
- Pouzol
- Saint-Gal-sur-Sioule
- Saint-Pardoux
- Saint-Quintin-sur-Sioule
- Saint-Rémy-de-Blot
- Servant
- Teilhet